# Edgar González
Edgar González (Sallent, 1997. április 1. –) spanyol labdarúgó, az Almería hátvédje.

## Pályafutása
González a spanyolországi Sallent városában született. Az ifjúsági pályafutását a Cornellà csapatában kezdte, majd az Espanyol akadémiájánál folytatta.
2016-ban mutatkozott be az Espanyol tartalékkeretében. 2016 és 2018 között a Cornellànál szerepelt kölcsönben. 2018-ban az első osztályban szereplő Real Betishez igazolt. Először a 2019. november 23-ai, Valencia ellen 2–1-re megnyert mérkőzésen lépett pályára. A 2020–21-es szezonban a másodosztályú Real Oviedo csapatát erősítette kölcsönben. Első gólját 2022. február 13-án, a Levante ellen idegenben 4–2-es győzelemmel zárult találkozón szerezte meg. 2023. július 6-án ötéves szerződést kötött az Almería együttesével.

## Statisztikák
2023. június 4. szerint
| Klub                     | Szezon   | Osztály          | Bajnokság | Bajnokság | Kupa és Ligakupa | Kupa és Ligakupa | Nemzetközi | Nemzetközi | Összesen | Összesen |
| Klub                     | Szezon   | Osztály          | Meccs     | Gól       | Meccs            | Gól              | Meccs      | Gól        | Meccs    | Gól      |
| ------------------------ | -------- | ---------------- | --------- | --------- | ---------------- | ---------------- | ---------- | ---------- | -------- | -------- |
| Real Betis               | 2018–19  | La Liga          | 0         | 0         | 1                | 0                | —          | —          | 1        | 0        |
| Real Betis               | 2019–20  | La Liga          | 10        | 0         | 3                | 0                | —          | —          | 13       | 0        |
| Real Betis               | 2021–22  | La Liga          | 21        | 1         | 7                | 0                | 7          | 0          | 35       | 1        |
| Real Betis               | 2022–23  | La Liga          | 25        | 0         | 2                | 1                | 4          | 0          | 31       | 1        |
| Real Betis               | Összesen | Összesen         | 56        | 1         | 13               | 1                | 11         | 0          | 80       | 2        |
| Real Oviedo (kölcsönben) | 2020–21  | Segunda División | 37        | 3         | 1                | 0                | —          | —          | 38       | 3        |
| Összesen                 | Összesen | Összesen         | 93        | 4         | 14               | 1                | 11         | 0          | 118      | 5        |

## Sikerei, díjai
Real Betis
- Copa del Rey
  - Győztes (1): 2021–22